# Mejēj II Gnouni
Mejēj II Gnouni (en arménien Մժեժ Բ Գնունին) ou Mezezios Gnouni (en grec) est un gouverneur byzantin d’Arménie de 630 à 635, issu de la famille arménienne des Gnouni.

## Biographie
À partir de 622, l'empereur byzantin Héraclius Ier, en guerre contre l'empire sassanide depuis 614, entreprend des campagnes en Arménie pour prendre les Perses à revers. Dans les années qui suivent, Héraclius prend petit à petit le contrôle de l'Arménie, jusqu'au mois de juin 629 quand les Perses demandent la paix. Peu avant, en 628 à Gandzak où il hivernait, il avait élevé un de ses partisans arméniens, Mejēj Gnouni, à la dignité de strategos,.
En 628, le nouveau roi sassanide Kavadh II nomme Varaz-Tiroç II Bagratouni marzban de la partie d'Arménie restée perse, tandis qu'Héraclius nomme Mejēj Gnouni gouverneur de la partie byzantine de l'Arménie, avec la mission de rétablir en Arménie l'orthodoxie grecque. Mejēj incite donc le clergé arménien et son patriarche Ezra à abandonner le rite arménien et à revenir à l'orthodoxie religieuse en faisant explicitement adhésion aux formules chalcédoniennes, sous peine de voir la partie byzantine de l'Arménie détachée du catholicossat de Dvin et placée sous la juridiction d'un patriarche nommé par Byzance. Un concile de réconciliation entre l'Église orthodoxe grecque et l'Église apostolique arménienne, organisé à Théodosiopolis (l'actuelle Erzurum), semble aboutir et les discussions entre Grecs et Arméniens prennent fin par l'adhésion à une formule de foi, imposée par l'empereur. Cette formule est en tout conforme à la profession de foi des Arméniens, mais y passe sous silence le concile de Chalcédoine. La réconciliation est solennellement consacrée par la célébration d'une messe où les Grecs peuvent admettre le Catholicos à la communion orthodoxe (632).
Rival de Varaz-Tiroç, Mejēj Gnouni calomnie ce dernier auprès du perse Rôstahm, commandant de l'Azerbaidjan, allant même jusqu'à demander le rappel du marzban, faute de quoi la guerre reprendrait entre Byzance et la Perse. Il envoie également son frère Garikhpet ou Varaz-Gnel se saisir de Varaz-Tiroç, mais ce dernier s'enfuit et se réfugie à Byzance, où Héraclius reconnait la calomnie dont il a été victime et l'élève à la dignité de patrice. Malheureusement compromis dans un complot contre l'empereur, Varaz-Tiroç est exilé dans une île lointaine en 635. Mejēj Gnouni emprisonne un autre naxarar ayant pris part au complot, Davit' Saharouni, et l'envoie à Byzance, mais ce dernier brise ses fers, revient en Arménie et rallie les contingents arméniens de l'armée, surprend Mejēj Gnouni et le tue, ainsi que Varaz-Gnel.

### Sources primaires
« Ensuite vint d’Arménie le général de la région grecque, Mzêz Gnuni, qui occupa tout le pays selon les limites susmentionnées. Il dit au catholicos Ezr d’aller dans la région des frontières et de communier loyalement avec l’empereur, « sinon, nous nous ferons un autre catholicos, et toi tu exerceras ton pouvoir sur les régions perses ». Comme le catholicos ne pouvait quitter le pays où s’exerçait son pouvoir, il demanda au roi une confession de foi et immédiatement on lui envoya le livre écrit de la main du roi anathématisent Nestorius[310] et les hérésiarques ; mais le concile de Chalcédoine n’était pas anathématisé. »

— Sébéos, Histoire d'Héraclius, chapitre 29.

« À ce complot avait pris part aussi David Saharuni ; Mzêz l’arrêta et l’envoya au palais. En route, il brisa ses fers et tua les hommes qui l’accompagnaient ; il revint et s’attacha les troupes arméniennes. Il attaque Mzêz Gnuni, général de la province grecque, frappe à mort, lui et Varaz Gnel Gnuni ; puis il revêt la dignité de général avec l’assentiment et la bonne volonté de tous les soldats »

— Sébéos, Histoire d'Héraclius, chapitre 29.

### Sources secondaires
- René Grousset, Histoire de l’Arménie des origines à 1071 [détail des éditions], p. 273-276 et 281-286.
- Christian Settipani, Continuité des élites à Byzance durant les siècles obscurs. Les princes caucasiens et l'Empire du VIe au IXe siècle, Paris, de Boccard, 2006, 634 p. [détail des éditions] (ISBN 978-2-7018-0226-8), p. 104 et 325.
- Cyrille Toumanoff, Les dynasties de la Caucasie chrétienne de l'Antiquité jusqu'au XIXe siècle : Tables généalogiques et chronologiques, Rome, 1990, p. 507.